# Karl Eberhard Schöngarth
Karl Georg Eberhard Schöngarth, född 22 april 1903 i Leipzig, död 16 maj 1946 i Hameln, var en tysk promoverad jurist och SS-Brigadeführer. Under andra världskriget var han befälhavare för Sicherheitspolizei (Sipo) och Sicherheitsdienst (SD) i Generalguvernementet och deltog i Wannseekonferensen.

## Biografi
Schöngarth deltog 1920 i den misslyckade Kappkuppen, som syftade till att störta Weimarrepubliken och återinföra monarkin. Två år senare blev han medlem i Wikingbund och Nationalsocialistiska tyska arbetarepartiet (NSDAP), men lämnade det senare redan samma år.
Schöngarth promoverades till juris doktor vid Leipzigs universitet 1929 efter att ha lagt fram avhandlingen Die Zurückweisung von Kündigungen des Arbeitsvertrages. År 1935 gifte han sig med Dorothea Groß, med vilken han fick två söner.
Den 30 januari 1941 utnämndes Schöngarth till befälhavare för Sicherheitspolizei (Sipo) och Sicherheitsdienst (SD) i Generalguvernementet, det polska territorium som inte inlemmades i Tyska riket, och efterträdde därmed Bruno Streckenbach på denna post. Han organiserade massavrättningar av tiotusentals judar. Schöngarth deltog i Wannseekonferensen 1942 som expert på detta område.
I februari 1946 dömdes Schöngarth till döden av en brittisk militärtribunal i Burgsteinfurt för att ha skjutit ihjäl en allierad krigsfånge i Enschede i november 1944. Han avrättades genom hängning; skarprättare var Albert Pierrepoint.

## Befordringshistorik
| Datum             | Tjänstegrad                                |
| ----------------- | ------------------------------------------ |
| 9 november 1936   | Untersturmführer                           |
| 30 januari 1938   | Obersturmführer                            |
| 20 april 1938     | Hauptsturmführer                           |
| 1 augusti 1938    | Sturmbannführer                            |
| 10 september 1939 | Obersturmbannführer                        |
| 1 januari 1940    | Standartenführer                           |
| 30 januari 1941   | Oberführer                                 |
| 30 januari 1943   | Brigadeführer und Generalmajor der Polizei |

## Utmärkelser
- Krigsförtjänstkorset av första klassen med svärd
- Krigsförtjänstkorset av andra klassen med svärd
- Tyska riksidrottsutmärkelsen
- SS Hederssvärd
- SS-Ehrenring (Totenkopfring)

## Populärkultur
- I TV-filmen Die Wannseekonferenz från 1984 gestaltas Karl Eberhard Schöngarth av den tyske skådespelaren Gerd Rigauer.
- I TV-filmen Konspirationen från 2001 porträtteras Karl Eberhard Schöngarth av den brittiske skådespelaren Peter Sullivan.